# Coproica vagans
Coproica vagans är en tvåvingeart som först beskrevs av Alexander Henry Haliday 1833.  Coproica vagans ingår i släktet Coproica och familjen hoppflugor. Arten är reproducerande i Sverige. Inga underarter finns listade i Catalogue of Life.